# Richia timbor
Richia timbor là một loài bướm đêm trong họ Noctuidae.